# Lee Sang-min
Lee Sang-min (이상민?; Seul, 11 novembre 1972) è un ex cestista e allenatore di pallacanestro sudcoreano.

## Carriera

### Giocatore
Lee Sang-Min ha giocato per quasi tutta la carriera nei Jeonju KCC Egis, squadra che nel corso degli anni ha assunto varie denominazioni (Daejeon Hyundai Dynat, Daejeon Hyundai Gullivers). Dal 2007 al 2010 ha militato nei Seul Samsung Thunders.
Con la Corea del Sud ha disputato i Giochi di Atlanta 1996 e i Mondiali 1994 e 1998.

### Allenatore
Dal 2012 al 2016 ha allenato i Seul Samsung Thunders.